# Palacio Álamos
El Palacio Álamos es un inmueble ubicado en el barrio Yungay, en el centro de Santiago de Chile, específicamente en la calle Santo Domingo n.° 2398, esquina con General Bulnes, comuna de Santiago. Está protegido como Inmueble de Conservación Histórica y se encuentra inserto en una «Zona Típica».

## Historia

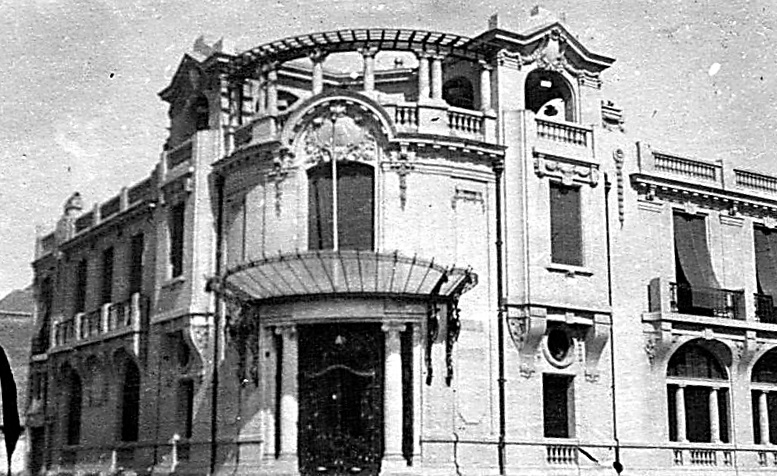
Palacio Álamos en 1930.

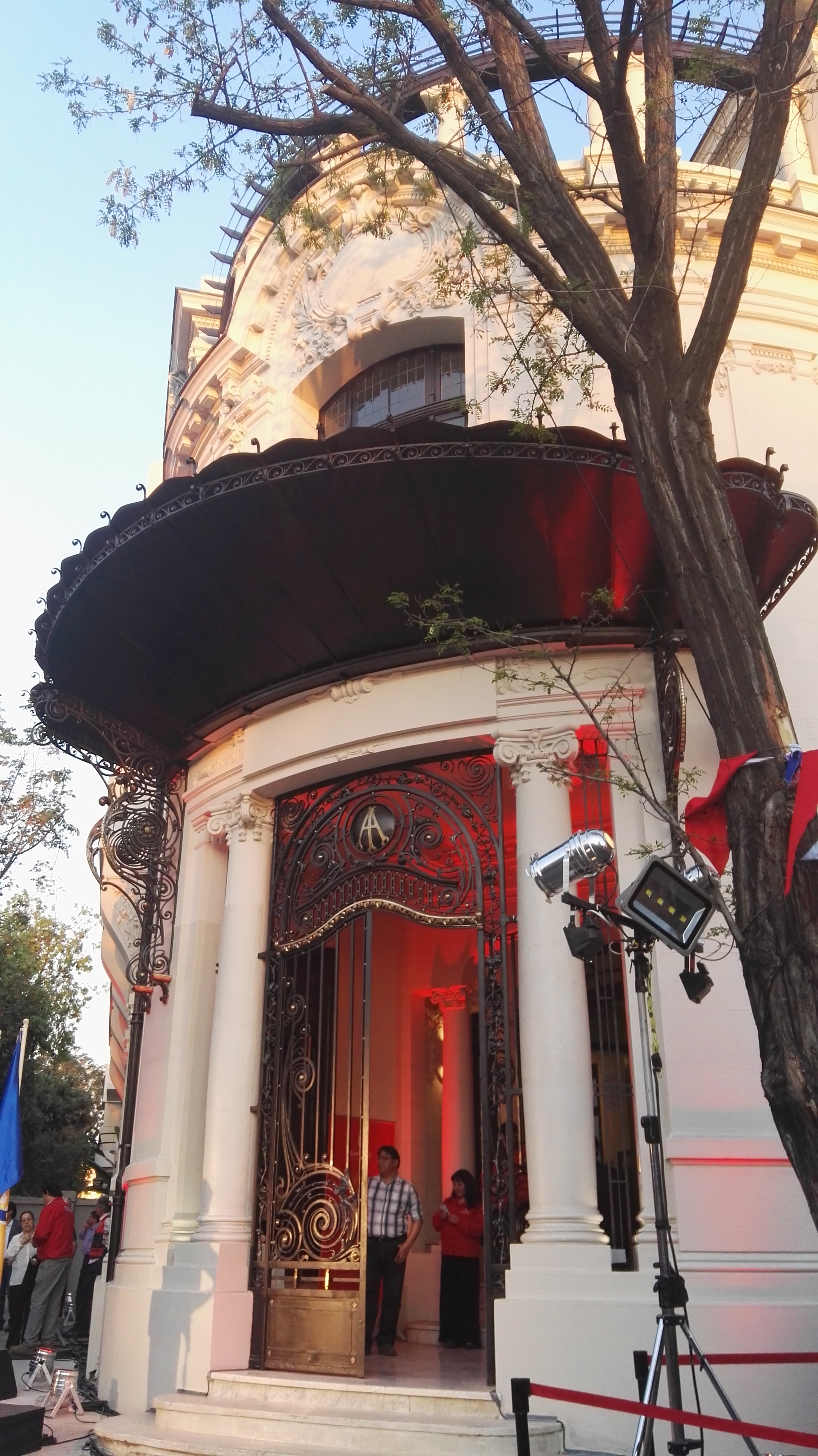
Reinauguración del palacio como centro comunitario del barrio Yungay en 2016.

Fue construido entre 1921 y 1925 por los arquitectos Alberto Álamos Ramos (1891-1951) y Humberto Bravo, por encargo de Ignacio Álamos Cuadra (1859-1926), abogado, empresario minero y propietario de la hacienda El Sobrante, en el departamento de Petorca. 
El palacio permaneció en poder de la familia hasta el fallecimiento de  Dolores Igualt Otaegui, su cónyuge, en 1946. Tuvieron ocho hijos que llegaron a edad adulta: Ignacio, Inés, Juan, Alfonso, Vicente, Eugenio, María y Alicia. Alberto Álamos Ramos fue un destacado arquitecto, con obras edificadas en barrios como Concha y Toro, y París-Londres en Santiago. Nacido en Valparaíso, se tituló de arquitecto en la Pontificia Universidad Católica de Chile en 1912. Fue arquitecto jefe de la Caja de Empleados Públicos y Periodistas.
Durante su existencia esta casa ha tenido diversos usos: casa particular; residencia universitaria de los Hermanos Maristas (c. 1957); dependencia del Instituto de Higiene del Trabajo y Contaminación Atmosférica (luego Instituto Nacional de Salud Ocupacional, INSO), entre 1963 y 1985, y sede del Departamento de Propiedad Industrial del Ministerio de Economía, Fomento y Reconstrucción (entre 1995 y 2000, aproximadamente).    
A diferencia de muchos edificios tradicionales del Santiago antiguo, el inmueble ya fue restaurado a fines de la década de los años 1980, obra que estuvo a cargo del arquitecto alemán Juan Honold, Premio Nacional de Urbanismo.
Tras otra exhaustiva restauración, realizada por la empresa Kalam, el 22 de septiembre de 2016 este palacio fue inaugurado como nuevo centro comunitario del barrio Yungay.